# 2020 JJ
2020 JJは、2020年に発見されたアポロ群に属する小惑星の一つである。絶対等級は約30等級と極めて暗く、直径が2.7～6 mしかないかなり微小な天体であると考えられている。

## 特徴

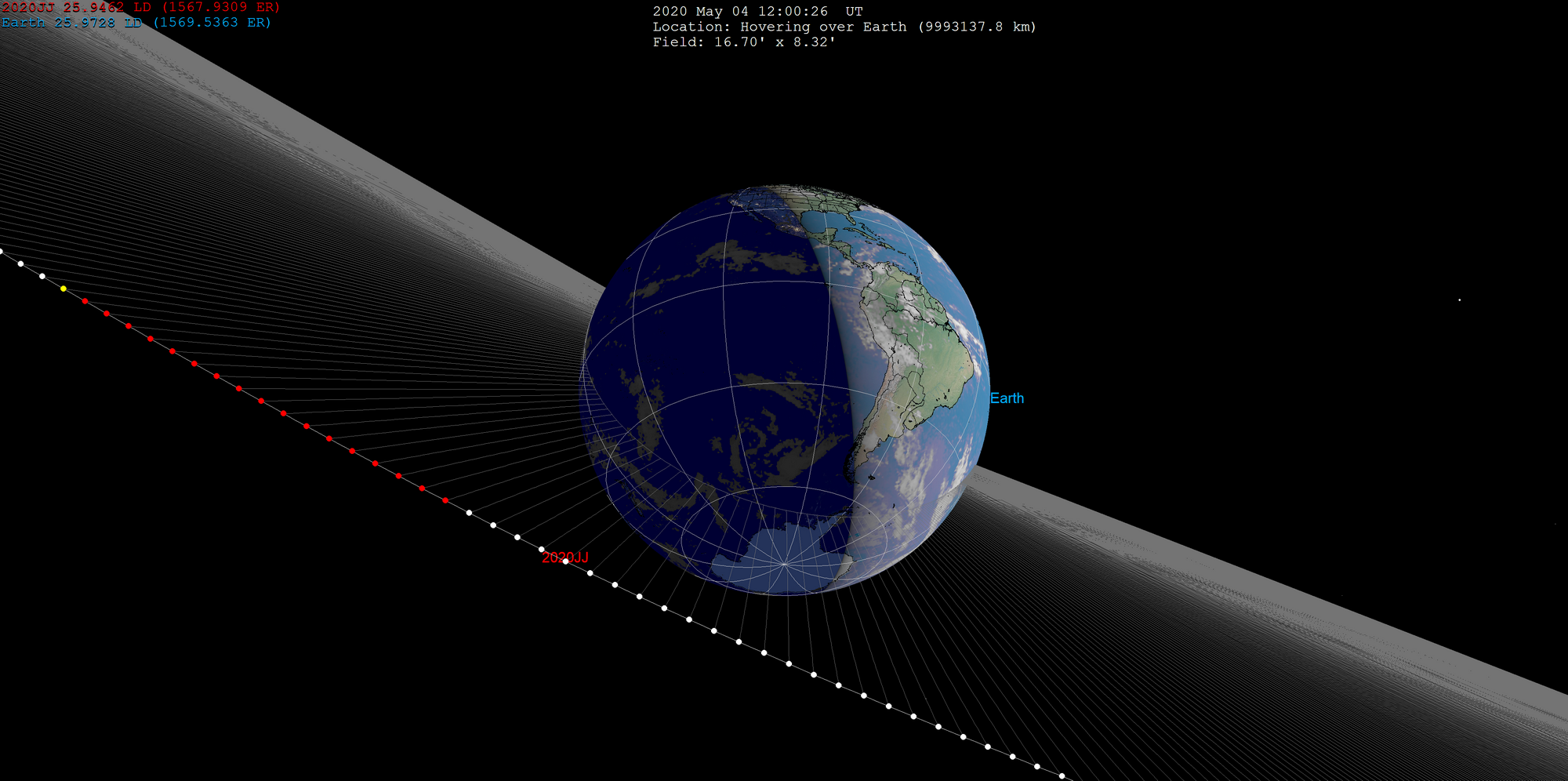
2020年5月4日に地球に接近した際の2020 JJの1分ごとの位置を示した画像

2020 JJは軌道離心率0.422の潰れた楕円軌道を1.85年かけて公転しており、近日点では地球軌道よりも太陽に近づき、遠日点では火星軌道よりも外側まで遠ざかる。アポロ群に分類される地球近傍天体（NEO）で、地球との最小交差距離（Earth MOID）はわずか526 km（3.52×10−6 au）しかない。
2020 JJは、2020年5月4日の5時53分から6時16分（いずれもUTC）までにレモン山天文台で行われているレモン山サーベイによって撮影された画像から検出され、発見当初は「C2QQFV2」という暫定名称で呼ばれていた。その後すぐに行われた分析により、2020 JJが地球のすぐ傍にまで接近していることが判明し、その後6時間以内に地球に衝突する確率が5%ほどあると分析されたが、最終的に2020 JJは、同日12時5分前後（UTC）に南太平洋の上空約7,000 km（地球の中心から13,400 km）を通過していったとみられている。
仮に2020 JJが地球の大気圏に突入したとしても、大気圏内でほぼ燃え尽きていたと考えられているが、2020 JJはこれまでで6番目の近さにまで地球に接近した小惑星で、同等の近さにまで小惑星が接近したのは2019年10月31日に地表から6,200 kmにまで接近した2019 UN13以来である。